# 燃爱
《燃爱》（英語：Brulee），2008年在日本上映的爱情伦理片。

## 剧情
日名子天生忧郁，为了排遣和解决这个精神症，她经常性的纵火。分隔13年后，她的同胞妹妹水那子和她一起住在叔父家，过起了相依为命的生活。因为水那子患了绝症，她只想临死之前和姐姐日名子再见一面。

## 主题
该片延续了日本式文学和电影用悲剧来结束，凸显了人生和命运的无常变化。同时，该片加入了伦理因子，近期之间的不伦爱情，提醒人们珍惜自己身边的人和事物。

## 演员
| 姓名     | 角色       | 备注                   |
| -------- | ---------- | ---------------------- |
| 中村美香 | 奥田日名子 | 水那子的同胞姐姐。     |
| 中村梨香 | 鹿岛水那子 | 日名子的同胞妹妹。     |
| 平林鲷一 | 山元大地   |                        |
| 濑户口刚 | 池泽允彦   |                        |
| 小田丰   | 奥田昌平   | 日名子和水那子的叔叔。 |
| 有働刚   | 吉住       | 消防队长               |
| 山本隆司 | 西田作次   |                        |